# ビンズイ
ビンズイ（便追、木鷚、学名: Anthus hodgsoni）は、スズメ目セキレイ科に分類される鳥類の一種である。別名キヒバリ（木雲雀）。一般的な英名はOlive-backed Pipitだが、Indian Tree Pipit または Hodgson's Tree Pipitと呼ばれることもある。Tree Pipitはヨーロッパビンズイをさす言葉だが、見た目が酷似しているのでそう呼ばれる。良い声でさえずる。

## 分布
西シベリアからロシア極東、サハリン、朝鮮半島、中国東北部にかけてとヒマラヤ付近で繁殖し、冬季はインドや東南アジア、フィリピン、台湾などの温暖な地域に渡り越冬する。
日本には漂鳥または夏鳥として四国以北の山地で繁殖し、冬は暖地に移動する。西日本での繁殖は局地的である。北海道や本州北部では平地でも繁殖する。

## 形態
体長15-16cm、体重19-26ｇ。雌雄同色である。夏羽の成鳥は頭頂から背中にかけて緑褐色。体下面は白色で脇や胸は黄色みを帯びる。頭や胸などに暗褐色の斑があり、背面にも不明瞭な斑がある。暗褐色の細い過眼線がある。後趾の爪は短く湾曲している。冬羽は中雨覆先端や脇、胸などの黄色味が強い。

## 生態
繁殖期は、低山から亜高山の林、林縁、木の疎らに生えた草原などに生息する。非繁殖期は低地の松林で観察されることが多い。繁殖期は縄張りを形成する。非繁殖期は小群で生活する。
繁殖期の主食は昆虫類やクモ類で、非繁殖期は植物の種子などが主食になる。主に地上で採食する。
繁殖形態は卵生。年2回繁殖することが多い。草地、崖、土手の窪みに草の茎などを用いて椀形の巣を作り、5-8月に3-5個の卵を産む。卵は暗い茶色で黒っぽい斑点がある。抱卵期間は12-13日で、雌または雌雄協同で抱卵する。雛は約10日で巣立ちする。
歩きながら尾をよく縦に振る。

## 亜種
以下の２亜種に分類される。
- ビンズイ A. h. hodgsoni

　基亜種
- カラフトビンズイ A. h. yunnanensis

　ビンズイに比べて黒っぽさが少なく、上一面がオリーブ色に見える。

## 類似種との識別
- ヨーロッパビンズイとの識別はとても困難である。見分ける点は、ヨーロッパビンズイの体上面は緑色みが乏しく、明瞭な縦斑がある所である。また胸の斑もビンズイに比べて小さめである。
- ムネアカタヒバリ（Anthus cervinus）には体上面の緑みがなく、胸が赤っぽい。背中の斑も明瞭である。地鳴きも異なる。
- タヒバリ（Anthus rubescens）にも似るが、眼の後方に薄い褐色の斑、その下方に黒斑があることで見分けられる。地鳴きも異なる。